# Hanis Sagara Putra
Hanis Sagara Putra (sinh ngày 8 tháng 9 năm 1999) là một cầu thủ bóng đá người Indonesia hiện tại thi đấu ở vị trí Tiền đạo cho câu lạc bộ tại Liga 1 Bali United.

## Sự nghiệp

### Bali United
Ngày 4 tháng 12 năm 2017, Hanis ký bản hợp đồng 4 năm với Bali United. Anh có màn ra mắt ngày 16 tháng 1 năm 2018, trước Tampines Rovers tại play off  AFC Champions League. Anh vào sân từ phút 84 thay cho Irfan Bachdim. Và Hanis có bàn thắng đầu tiên trong màn ra mắt ở phút bù giờ hiệp hai.

### Sự nghiệp quốc tế
Ngày 1 tháng 6 năm 2017, Hanis có màn ra mắt trước U-20 Brasil ở Toulon Tournament 2017 ở Pháp. Và vào ngày 6 tháng 6, trong trận đấu Toulon Tournament 2017 trước U-20 Scotland, Hanis có bàn thắng quốc tế đầu tiên.

## Danh hiệu

### Quốc tế
- U-19 Indonesia
  - Hạng ba ở Giải vô địch bóng đá U-18 Đông Nam Á 2017.